# Servigney
Servigney település Franciaországban, Haute-Saône megyében. Lakosainak száma 127 fő (2022. január 1.). Servigney Visoncourt, Saulx, Brotte-lès-Luxeuil, Genevrey és Mailleroncourt-Charette községekkel határos.

## Népesség
A település népessége az elmúlt években az alábbi módon változott:
| Lakosok száma | 114  | 122  | 125  | 122  | 122  | 123  | 124  | 126  | 127  |
|               | 2013 | 2015 | 2016 | 2017 | 2018 | 2019 | 2020 | 2021 | 2022 |